# 371e régiment d'infanterie (France)
Pour les articles homonymes, voir 371e régiment.
Le 371e régiment d'infanterie (371e RI) est un régiment d'infanterie de l'Armée de terre française constitué en 1914 avec les bataillons de réserve du 171e régiment d'infanterie.
À la mobilisation, chaque régiment d'active créé un régiment de réserve dont le numéro est le sien plus 200.

## Création et différentes dénominations
- Août 1914: 371e Régiment d'Infanterie

## Chefs de corps
- Août 1914 - Lieutenant-Colonel Richard
- 20 juillet 1917 - Lieutenant-Colonel Sangnier
- Décembre 1917 - Lieutenant-Colonel Borie
- Juillet 1918 - Lieutenant-Colonel Lamborot

## Historique des garnisons, combats et batailles

### Première Guerre mondiale

#### Affectation
- 57e division d'infanterie d'août 1914 à mars 1919

#### 1914
Bataille des Frontières en Alsace
- Bataille de Mulhouse

#### 1915
Expédition de Salonique

#### 1918
Opérations en Albanie

### Seconde Guerre mondiale
Le régiment vient renforcer le secteur fortifié de Mulhouse en octobre 1939. Il se repliera avec le reste des troupes du secteur vers les sommets vosgiens en juin 1940.

## Drapeau
Il porte, cousues en lettres d'or dans ses plis, les inscriptions suivantes :
- Alsace 1914
- Monastir 1917

Croix de guerre avec palme

## Sources et bibliographie
- Campagne 1914-1919. Historique du 371e régiment d'infanterie, Belfort, Herbelin, 1920, 38 p., lire en ligne sur Gallica.